# Demity
Demity [pronunciación en polaco: /dɛˈmitɨ/] (en alemán: Demuth) es un pueblo en el distrito administrativo de Gmina Płoskinia, dentro del Distrito de Braniewo, Voivodato de Varmia y Masuria, en el norte de Polonia. Se encuentra aproximadamente 5 kilómetros al noreste de Płoskinia, 14 kilómetros al sudeste de Braniewo, y 67 kilómetros al noroeste de la capital regional, Olsztyn.